# Двойные колбочки
Двойные колбочки (double cones, DC) — тип фоторецептора, представляющий собой две колбочки, которые соединены вместе и могут быть связаны также оптически и/или электрически. Они являются наиболее распространенным типом колбочек у рыб, рептилий, птиц и однопроходных, таких как утконос, и присутствуют у большинства позвоночных, хотя отмечены как отсутствующие у большинства плацентарных млекопитающих (включая человека), пластиножаберных и сомообразных. Между клетками двойных колбочек рыб имеется множество щелевых контактов. Их функция, если они обладают какой-либо уникальной функцией по сравнению с одиночными колбочками, в значительной степени неизвестна; Предлагаемое использование включает ахроматические (не связанные с цветовым зрением) задачи, такие как определение яркости, движения и поляризации.
У некоторых двойных колбочек есть обе колбочки обладают одинаковыми цветовыми пигментами (колбочки-близнецы), в то время как у других пигменты обладают разной спектральной чувствительностью. При исследовании расписного спинорога Rhinecanthus aculeatus получены доказательства того, что отдельные клетки двойных колбочек могут действовать как независимые каналы цветовой информации.
В книге «The Visual System of Fish» Джеймс Боумейкер пишет, что двойные колбочки, как правило, чувствительны к более длинным волнам света, чем одиночные. Он также утверждает, что одиночные колбочки обычно меньше, чем отдельные клетки двойных колбочек.

## Дальнейшее чтение
- Walls, G. L. (1942). The vertebrate eye and its adaptive radiation: Bloomfield Hills, Mich. : Cranbrook Institute of Science. esp. pp 58–63.

## Внешние ссылки
- Страница исследований Университета Квинсленда (последнее обновление 2007 г., но содержит некоторую интересную информацию)